# Pohořelice (district de Zlín)
Pour les articles homonymes, voir Pohořelice.
Pohořelice (en allemand : Pohorschelitz, précédemment : Pohorzelitz) est une commune du district et de la région de Zlín, en Tchéquie. Sa population s'élevait à 898 habitants en 2020.

## Géographie
Pohořelice se trouve à 4 km au sud d'Otrokovice, à 11 km au sud-ouest de Zlín, à 68 km à l'est de Brno et à 259 km au sud-est de Prague.

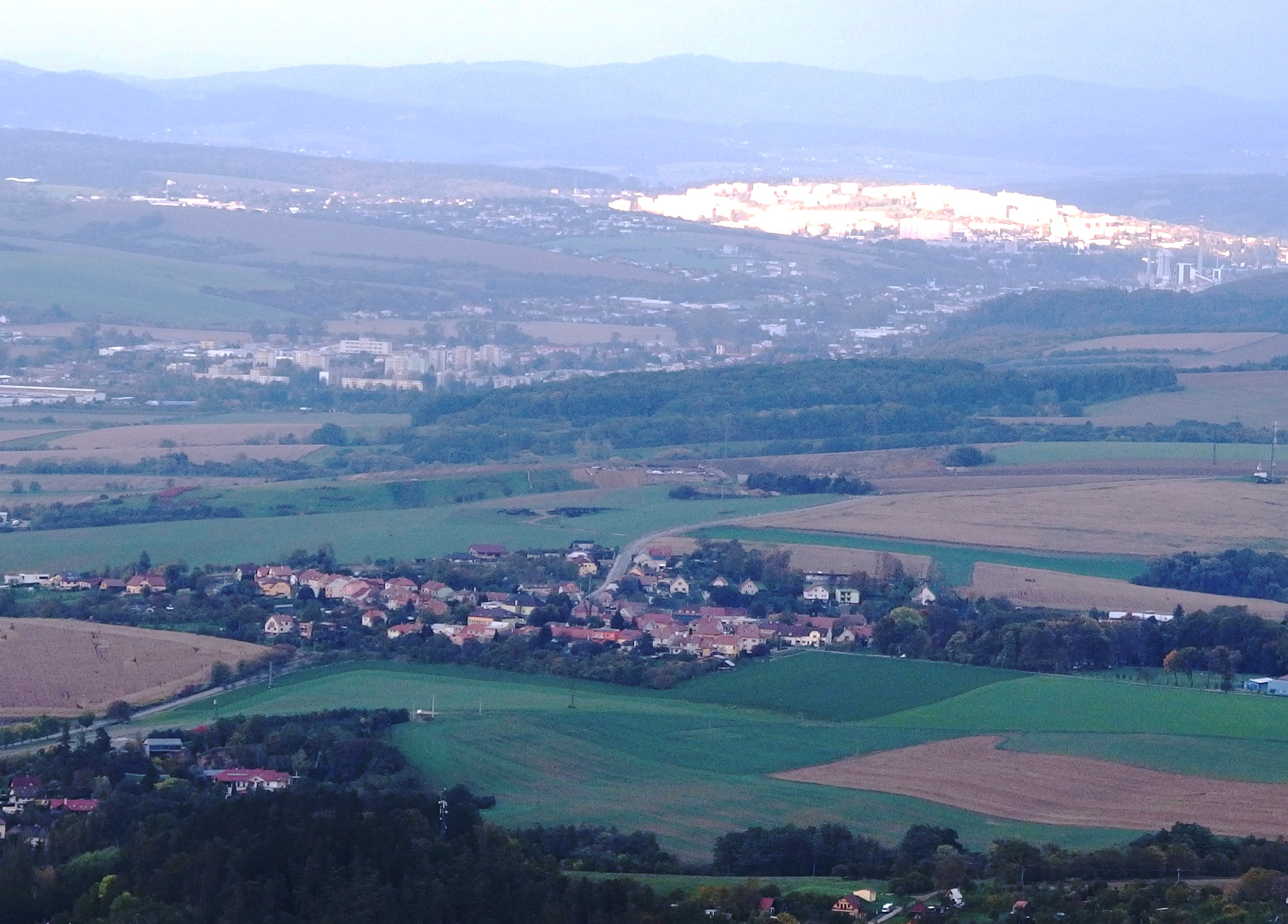
Vue générale de Pohořelice.

La commune est limitée par Otrokovice au nord, par Oldřichovice et Karlovice à l'est, par Komárov au sud-est et par Napajedla au sud-ouest et à l'ouest.

## Histoire
La première mention écrite de la localité date de 1255.

## Transports
Par la route, Pohořelice se trouve à 4 km de Otrokovice, à 13 km de Zlín, à 85 km de Brno et à 297 km de Prague.